# برينو (لومبارديا)
برينو( ‎[ˈbreːno]‏ ( Camunian : Bré (بالألمانية: Brenn)‏ هي بلدية إيطالية يبلغ عدد سكانها 4986 نسمة تقع في فال كامونيكا ، مقاطعة بريشيا ، في لومباردي .

## جغرافية
تحد برينو بلديات أخرى مثل, نياردو, باغولينو, بينو, براون, سيتو, سيفدات كامونو, كوندينو(TN), داون(NT), لوسين, ماليغنو, نياردو, بريستين.
تقع بلدة برينو في مضيق بين الشمال والجنوب ، بين تل القلعة و كورنوى سيريتو ، على الضفة اليسرى لنهر أوغليو . وفقًا للبروفيسور فيديل الخانق كان في يوم من الأيام قائد أوغليو.

## تاريخ

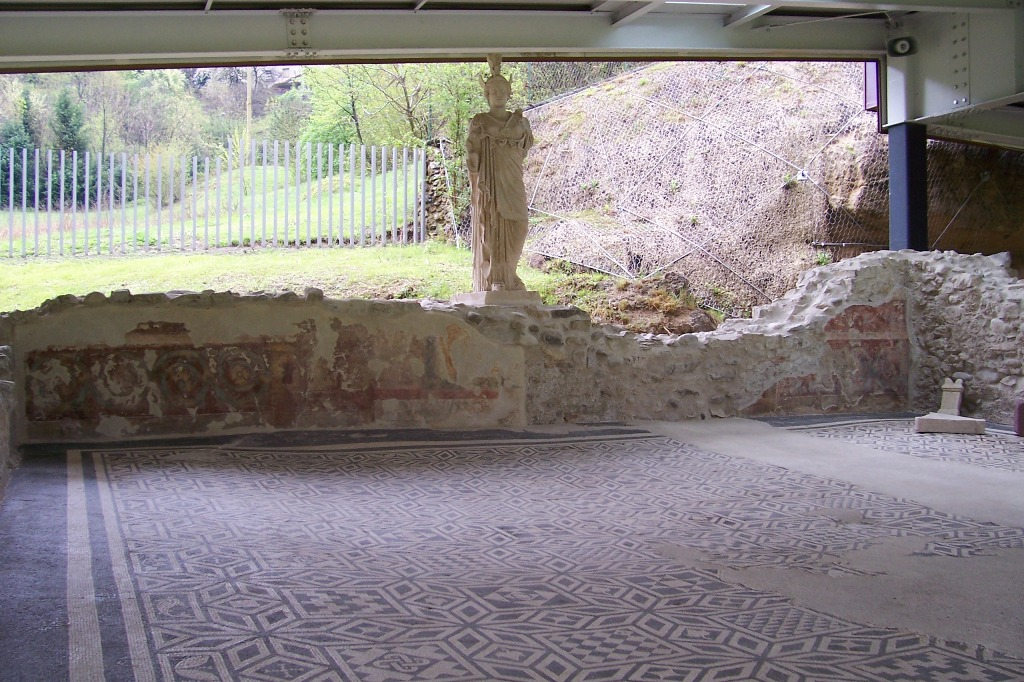
ملاذ مينيرفا

برزعلى القلعة منزل أكتشف أنه يعود تاريخه إلى العصر الحجري الحديث. في منطقة سبينيرا على نهر أوغليو، توجد محمية مينيرفا في القرن الأول ميلادي ، والتي دمرت في القرن الخامس.
في العصور الوسطى ، كان لقلعة برينو برجان ، ينتمي أحداهما إلى عائلة جيبلين رونشي والآخر لعائلة جيبلين ألبيرزوني. في أتفاق صلح برينو عام 1397 بين غويلفيين وغيبلينيين، وقف ممثلو مجتمع برينو إلى الغليبين والجويلفيين.
خلال حكم جمهورية البندقية ، كانت برينو مقر مجتمع فال كامونيكا. برينو اليوم هي مقر مجتمع مونتانا دي فالي كامونيكا .
شعار مقاطعة بريشيا هو مجموعة من خمسة إشارات: رمز بريشيا في الوسط ، مدينة كياري ، برينو ، فيرولانوفا وسالو .

## الآثار والأماكن ذات الأهمية

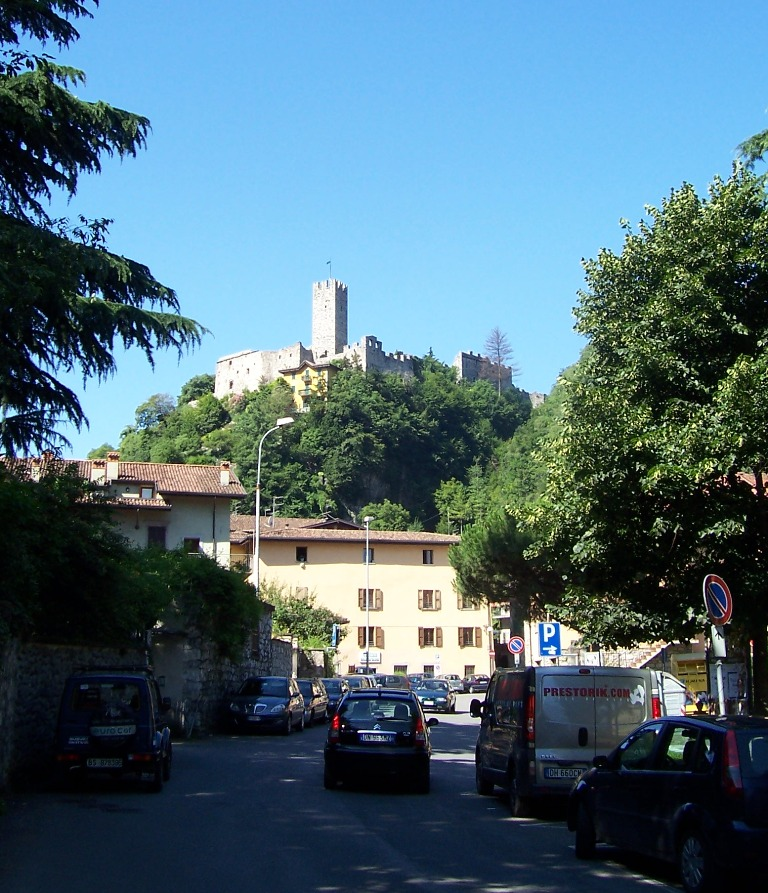
قلعة برينو

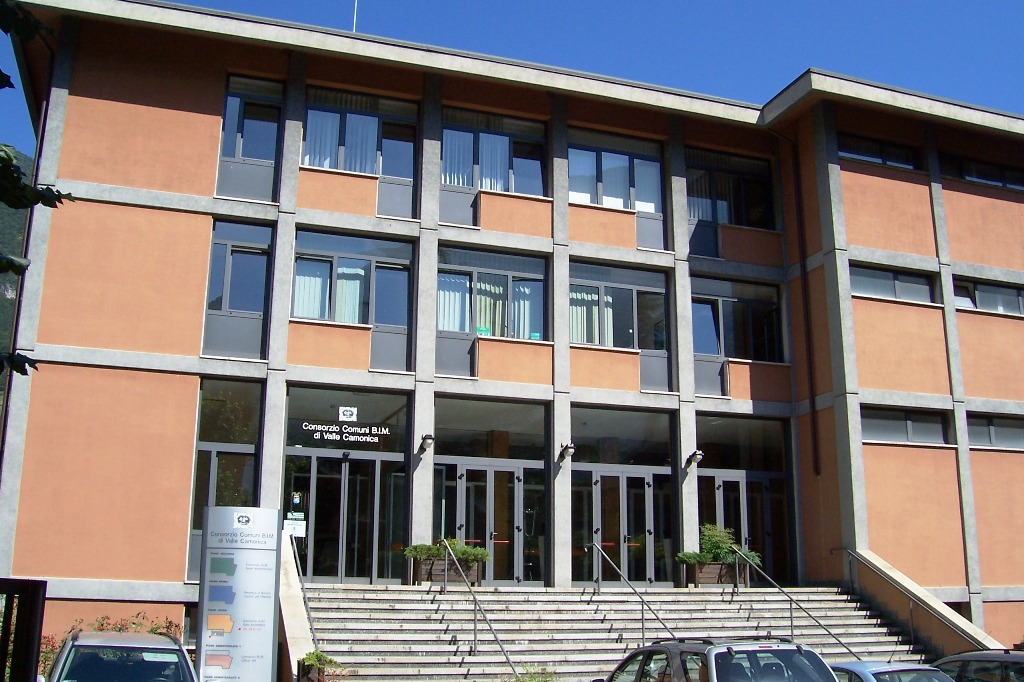
BIM من Valle Camonica

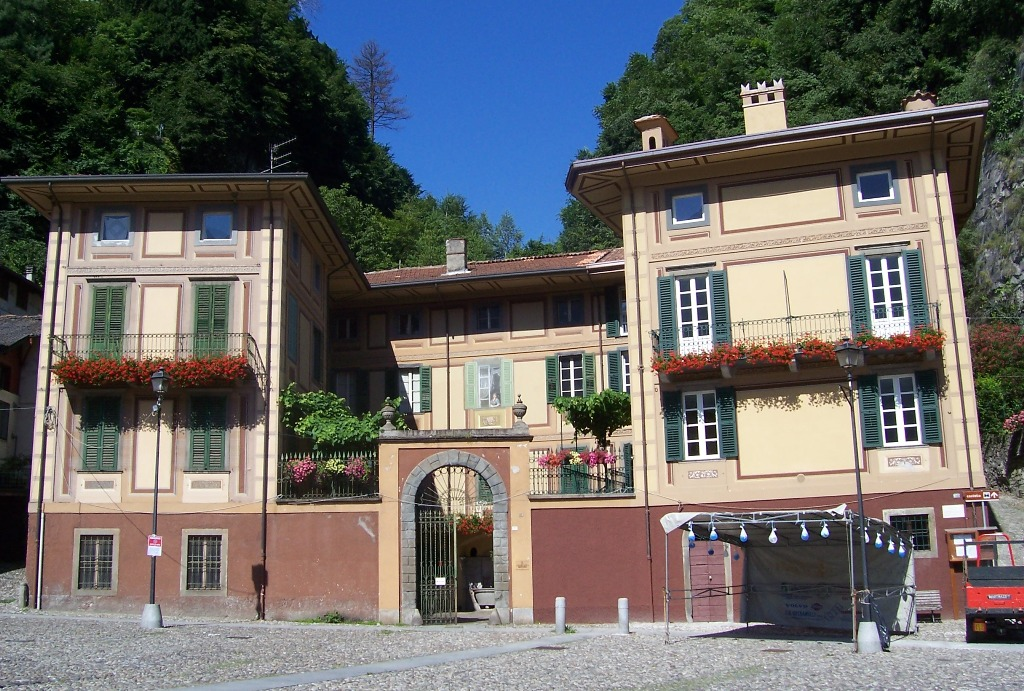
فيلا رونتشي

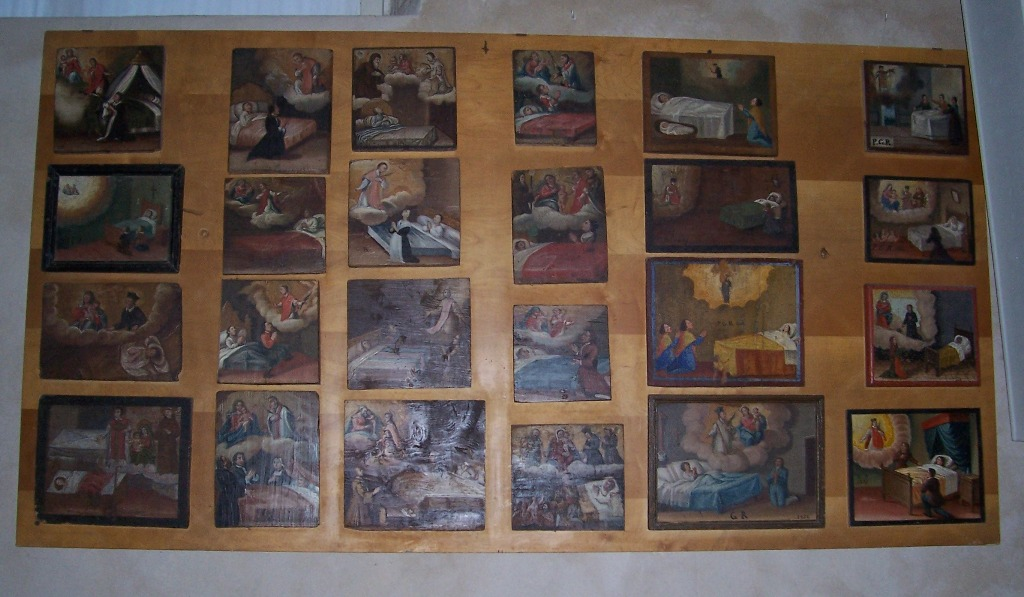
السابق فوتو في سان فيلينتينو

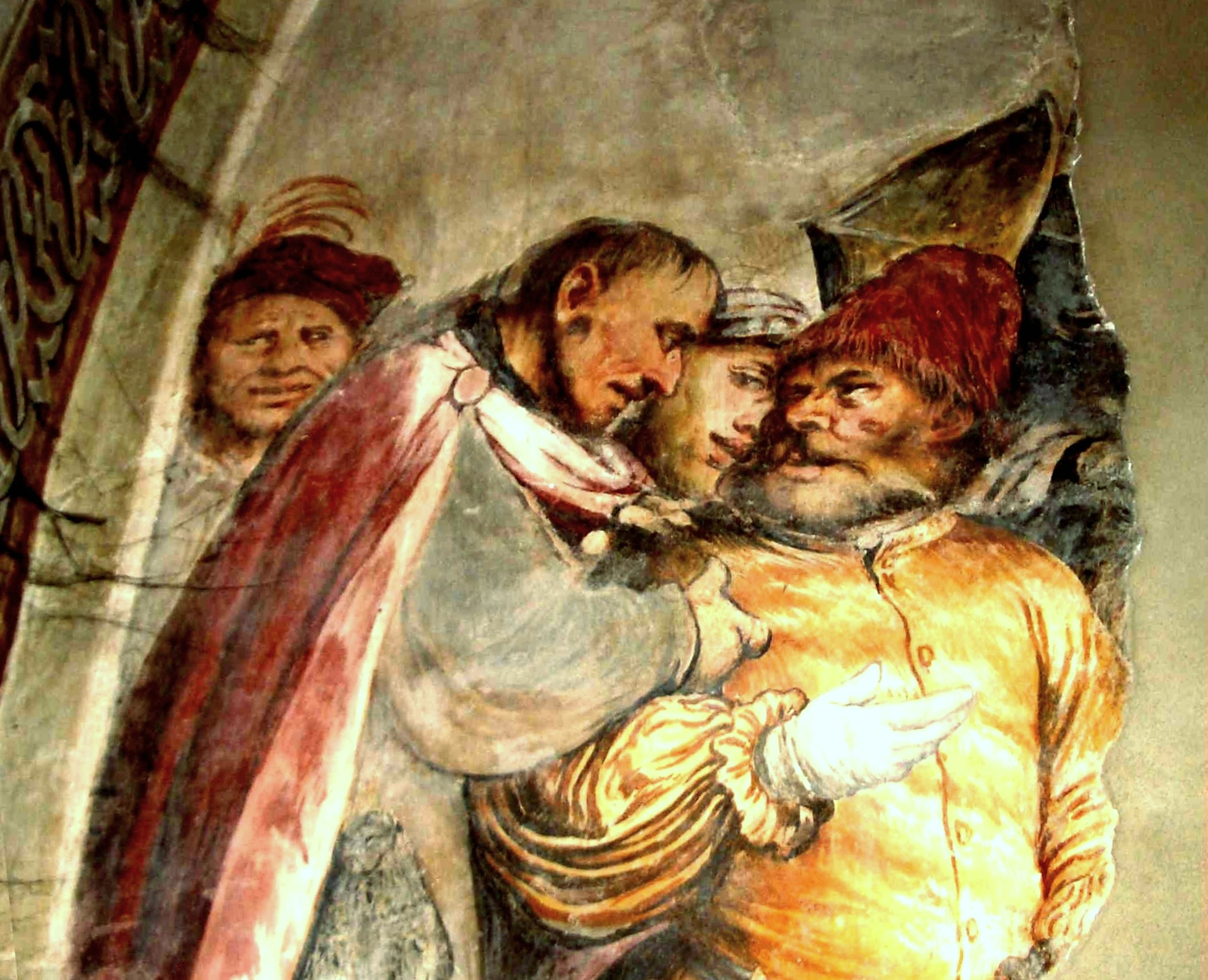
لوحات جدارية لرومانينو في كنيسة سانت أنطونيو أباتي

### العمارة الدينية
- لاح مبنى من القرن السابع عشر في وسط المدينة مع لوحات جدارية لأنطونيو غوادانييني. المذابح من الرخام .
- تحافظ سانت أنطونيو أباتي على الأعمال الفنية البارزة ، ولا سيما دورة اللوحات الجدارية التي أنشأها رومانينو .
- ماريا عند الجسر (أو مينيرفا) ، من القرن الرابع عشر. يتكئ على الهيكل معبد صغير لمينيرفا.
- سان كارلو من القرن السابع عشر وتضم عددًا كبيرًا من الصور الفوتوغرافية السابقة
- سان موريزيو ، أبرشية قديمة.
- القديس أبولونيا ، على طول الطريق المؤدي إلى سان فالنتينو.
- سان فالنتينو ، بناء من القرن الخامس عشر ، ربما من الداخل جيوفاني بيترو دا سيمو .

### المباني العسكرية
ترتفع قلعة برينو فوق تلة مأهولة بالفعل في عصور ما قبل التاريخ. كانت السجن الرئيسي لسيطرة على فالي كامونيكا حتى القرن السابع عشر.

## ثقافة

### التقاليد والفولكلور
scütüm هي من ألقاب اللهجة الكامونية ، أحيانًا شخصية ، في مكان آخر تظهر السمات المميزة للمجتمع. الشخص الذي يميز شعب برينو هو مايا كارتي أو بيلا باسر

### المتاحف
- ملاذ مينيرفا

### كامو
يقع المتحف الأثري ديلا فالي كامونيكا في برينو المعروف باسم متحف كامونا ويحتوي على قطع أثرية وفنية توثق تاريخ المنطقة. مجموعة لوحات عملت من قبل:
- سيد إميليان القرن الرابع عشر - لقد وضعت دورمينتي نيلا سبيلونكا
- القرن السادس عشر الفينيسي - مادونا مع بامبينو ، القديسين. سيباستيان وروكو
- كاليستو بيازا دا لودي - ترسيب
- جيرولامو روماني ديتو ايل رومانينو - صلب
- القرن السادس عشر / السابع عشر مجهول - انتصار الموت
- مدرسة بيليني - العائلة المقدسة وسانت جون
- السيد الشمالي - القبض على المسيح
- كاميلو بروكاتشيني المنسوب (بولونيا 1551 - ميلان 1629) - استشهاد بارثوليميو
- مدرسة بروكاتشيني - رمزية فلورا تتوج بالعبقرية
- القرن السابع عشر من البندقية - العشق من قبل المجوس
- مدرسة ريبيرا - سانت بارثولوميو
- مدرسة كارافاجيو - شك توماس
- جياكومو سيروتي (ميلان 1698-1767) - صورة لأحد أفراد عائلة كاتانيو
- فيليس ريتشيو ديتو إيل بروساسورسي (فيرونا 1540-1605)
- فرانشيسكو جيوجنو
- فرانشيسكو مونتي (يل بريسانيون)
- جوليو كاربوني
- جاسباري و أنطونيو ديزياني
- بايس ديل بالزو نيل كاستيلو دي روزت
- فرانشيسكو هايز
- فاوستينو بوكشي (بريشيا 1659-1741) - بامبوكياتا
- إنريكو ألبريتشي (فيلمينور دي سكالف BG 1714- بيرجامو 1775) -
- بونزيانو لوفريني ( غاندينو ، BG 1845-1929)
- أنطونيو غوادانيتي ( إساين ، BS 1817- ارزاقو دادا ، BG 1900)

## فهرس
- Panazza, Gaetano; Araldo Bertolini (2004). Arte in Val Camonica - vol 5 (بالإيطالية). Brescia: Industrie grafiche bresciane.

## روابط خارجية
- باللغة الإيطالية Historical photos - Intercam
- باللغة الإيطالية Historical photos - Lombardia Beni Culturali نسخة محفوظة 10 نوفمبر 2022 على موقع واي باك مشين.

مقاطعة بريشا